# Verein für Leibesübungen von 1899 1991-1992
Questa voce raccoglie le informazioni riguardanti il Verein für Leibesübungen von 1899 nelle competizioni ufficiali della stagione 1991-1992.

## Stagione
Nella stagione 1991-1992 l'Osnabrück, allenato da Rolf Grünther e Ulrich Sude, concluse il campionato di 2. Bundesliga al 8º posto. In Coppa di Germania l'Osnabrück fu eliminato ai Secondo turno dal Rot-Weiß Hasborn.

## Rosa
| N. |                        | Ruolo | Calciatore            |
| -- | ---------------------- | ----- | --------------------- |
|    | Germania (bandiera)    | P     | Uwe Brunn             |
|    | Stati Uniti (bandiera) | P     | Matthew McKenna       |
|    | Germania (bandiera)    | P     | Christof Rekers       |
|    | Germania (bandiera)    | D     | Mirko Baschetti       |
|    | Germania (bandiera)    | D     | Jean-Pierre de Keyser |
|    | Germania (bandiera)    | D     | Dirk Gellrich         |
|    | Germania (bandiera)    | D     | Andreas Golombek      |
|    | Serbia (bandiera)      | D     | Safet Hadzic          |
|    | Germania (bandiera)    | D     | Dirk Lellek           |
|    | Germania (bandiera)    | D     | Oswald Semlits        |
|    | Germania (bandiera)    | D     | Ralf Voigt            |
|    | Croazia (bandiera)     | D     | Branko Žeravica       |
|    | Germania (bandiera)    | C     | Timo Becker           |

| N. |                     | Ruolo | Calciatore           |
| -- | ------------------- | ----- | -------------------- |
|    | Russia (bandiera)   | C     | Igor Bulanov         |
|    | Germania (bandiera) | C     | Ralf Heskamp         |
|    | Slovenia (bandiera) | C     | Matjaž Jančič        |
|    | Germania (bandiera) | C     | Muhamed Kameric      |
|    | Germania (bandiera) | C     | Holger Karp          |
|    | Germania (bandiera) | C     | Carsten Marquardt    |
|    | Germania (bandiera) | C     | Ronald Maul          |
|    | Germania (bandiera) | C     | Ralph Müller-Gesser  |
|    | Germania (bandiera) | C     | Wolfgang Schütte     |
|    | Germania (bandiera) | C     | Claus-Dieter Wollitz |
|    | Germania (bandiera) | A     | Ralf Balzis          |
|    | Germania (bandiera) | A     | Uwe Igler            |
|    | Germania (bandiera) | A     | Fred Klaus           |

## Organigramma societario
Area tecnica
- Allenatore: Ulrich Sude
- Allenatore in seconda:
- Preparatore dei portieri:
- Preparatori atletici:

## Calciomercato

### Sessione estiva
| Acquisti | Acquisti            | Acquisti            | Acquisti |
| R.       | Nome                | da                  | Modalità |
| -------- | ------------------- | ------------------- | -------- |
| A        | Ralf Balzis         | Salisburgo          |          |
| P        | Uwe Brunn           | Borussia M'gladbach |          |
| D        | Andreas Golombek    | Friburgo            |          |
| C        | Ralph Müller-Gesser | Monaco 1860         |          |

| Cessioni | Cessioni           | Cessioni        | Cessioni |
| R.       | Nome               | a               | Modalità |
| -------- | ------------------ | --------------- | -------- |
| D        | Paul Jaschke       | Preußen Münster |          |
| A        | Uwe Jursch         | Hannover 96     |          |
| P        | Wolfgang Kellner   | Duisburg        |          |
| C        | Heino van den Berg | Herzlake        |          |

### Sessione invernale
| Acquisti | Acquisti | Acquisti | Acquisti |
| R.       | Nome     | da       | Modalità |
| -------- | -------- | -------- | -------- |

| Cessioni | Cessioni | Cessioni | Cessioni |
| R.       | Nome     | a        | Modalità |
| -------- | -------- | -------- | -------- |

## Risultati

### 2. Bundesliga

#### Girone di andata
| Arbitro: | Fröhlich |

|                |           |                        |
| Klaus 71’, 73’ | Marcatori | 81’ Drulák 90’ Rusayev |

| Arbitro: | Fux |

|                             |           |             |
| Kretzschmar 34’ Weiland 87’ | Marcatori | 89’ Wollitz |

| Arbitro: | Schulz |

|  |           |                   |
|  | Marcatori | 90’ (rig.) Ottens |

| Arbitro: | Gläser |

|                          |           |  |
| Długajczyk 51’ Menke 58’ | Marcatori |  |

| Arbitro: | Osmers |

|                                |           |              |
| Voigt 51’ Klaus 72’ Balzis 90’ | Marcatori | 76’ Kaehlitz |

| Arbitro: | Fleske |

|              |           |                         |
| Aden 6’, 42’ | Marcatori | 59’ Marquardt 88’ Klaus |

| Arbitro: | Haupt |

|                                                    |           |             |
| Semlits 6’ Klaus 24’ Wollitz 54’ (rig.) Balzis 64’ | Marcatori | 80’ Lottner |

| Arbitro: | Heynemann |

|                               |           |             |
| Jüptner 43’ Sassen 55’ (rig.) | Marcatori | 62’ Wollitz |

| Arbitro: | Leimert |

|           |           |             |
| Klaus 40’ | Marcatori | 49’ Janotta |

| Arbitro: | Funken |

|              |           |            |
| Golombek 61’ | Marcatori | 37’ Maciel |

| Arbitro: | Blüthgen |

|  |           |           |
|  | Marcatori | 32’ Klaus |

#### Girone di ritorno
| Arbitro: | Pohlmann |

|                                                                   |           |            |
| Drulák 19’, 40’ Wawrzyniak 33’ Gerstner 74’ Linke 76’ Rusayev 85’ | Marcatori | 29’ Balzis |

| Arbitro: | Mölm |

|  |           |          |
|  | Marcatori | 70’ Grün |

| Amburgo 18 ottobre 1991, ore 19:00 CET 14ª giornata | St. Pauli | 0 – 0 referto | Osnabrück | Millerntor-Stadion (12 200 spett.)\| Arbitro: \| Funken \| |
| Arbitro:                                            | Funken    |               |           |                                                            |

| Arbitro: | Kentsch |

|           |           |                           |
| Klaus 89’ | Marcatori | 40’, 68’ Bujan 75’ Helmer |

| Arbitro: | Bußhardt |

|              |           |           |
| Winkhold 48’ | Marcatori | 81’ Klaus |

| Arbitro: | Schmidt |

|                                   |           |  |
| Wollitz 27’, 43’ (rig.) Klaus 73’ | Marcatori |  |

| Arbitro: | Schulz |

|  |           |               |
|  | Marcatori | 44’ Marquardt |

| Arbitro: | Leimert |

|                             |           |             |
| Wollitz 32’, 87’ Balzis 82’ | Marcatori | 38’ Paßlack |

| Arbitro: | Schmidhuber |

|         |           |                   |
| Voß 84’ | Marcatori | 10’, 58’ Golombek |

| Arbitro: | Theobald |

|                       |           |                                      |
| Niebel 11’ Deffke 89’ | Marcatori | 38’ Voigt 64’, 83’ Klaus 77’ Wollitz |

| Arbitro: | Gläser |

|  |           |                                             |
|  | Marcatori | 30’ Putz 37’, 64’ Gemein 54’ (rig.) Pröpper |

### 2. Bundesliga

#### Girone di andata
| Arbitro: | Richmann |

|                    |           |               |
| Pröpper 55’ (rig.) | Marcatori | 73’ Marquardt |

| Arbitro: | Wippermann |

|                                      |           |                         |
| Marquardt 67’ Balzis 81’ Bulanov 82’ | Marcatori | 34’ Grether 60’ Irrgang |

| Arbitro: | Kuhn |

|               |           |             |
| Rauffmann 81’ | Marcatori | 69’ Wollitz |

| Arbitro: | Schmidt |

|                       |           |  |
| Pfahl 59’ Röhrich 62’ | Marcatori |  |

| Arbitro: | Fleske |

|                           |           |                     |
| Lellek 25’ Klaus 48’, 54’ | Marcatori | 85’ (rig.) Bjelanov |

| Arbitro: | Lehnardt |

|             |           |                    |
| Wollitz 47’ | Marcatori | 30’ (rig.) Pröpper |

| Brandeburgo sulla Havel 25 aprile 1992, ore 15:00 CEST 29ª giornata | Stahl Brandeburgo | 0 – 0 referto | Osnabrück | Stadion der Stahlwerker (1 000 spett.)\| Arbitro: \| Birlenbach \| |
| Arbitro:                                                            | Birlenbach        |               |           |                                                                    |

| Arbitro: | Müller |

|           |           |            |
| Klaus 39’ | Marcatori | 6’ Winkler |

| Arbitro: | Bußhardt |

|                       |           |                                        |
| Golombek 44’ Maul 50’ | Marcatori | 18’, 38’, 63’, 80’ Röhrich 58’ Brandts |

| Arbitro: | Jansen |

|                                                                                |           |             |
| Bjelanov 33’, 54’ (rig.) Holze 40’ (rig.) Mahjoubi 65’ Buchheister 74’ Lux 87’ | Marcatori | 90’ Wollitz |

### Coppa di Germania
| Arbitro: | Stark |

|           |           |                        |
| Orkas 70’ | Marcatori | 66’ Klaus 85’ Golombek |

| Arbitro: | Eli |

|                                                  |                      |                                                     |
| Hoff 24’                                         | Marcatori            | 47’ Klaus                                           |
| Pesch Hoff Schäfer Scherschel Brachmann Heckmann | Tiri di rigore 5 – 4 | Heskamp Klaus de Keyser Lellek Wollitz Voigt Kühnel |

## Statistiche

### Statistiche di squadra
| Competizione      | Punti | In casa | In casa | In casa | In casa | In casa | In casa | In trasferta | In trasferta | In trasferta | In trasferta | In trasferta | In trasferta | Totale | Totale | Totale | Totale | Totale | Totale | DR |
| Competizione      | Punti | G       | V       | N       | P       | Gf      | Gs      | G            | V            | N            | P            | Gf           | Gs           | G      | V      | N      | P      | Gf     | Gs     | DR |
| ----------------- | ----- | ------- | ------- | ------- | ------- | ------- | ------- | ------------ | ------------ | ------------ | ------------ | ------------ | ------------ | ------ | ------ | ------ | ------ | ------ | ------ | -- |
| 2. Bundesliga     | 22    | 11      | 4       | 3       | 4       | 18      | 16      | 11           | 4            | 3            | 4            | 14           | 18           | 22     | 8      | 6      | 8      | 32     | 34     | -2 |
| 2. Bundesliga     | -     | 5       | 2       | 2       | 1       | 10      | 10      | 5            | 0            | 3            | 2            | 3            | 10           | 10     | 2      | 5      | 3      | 13     | 20     | -7 |
| Coppa di Germania | -     | 0       | 0       | 0       | 0       | 0       | 0       | 2            | 1            | 1            | 0            | 3            | 2            | 2      | 1      | 1      | 0      | 3      | 2      | +1 |
| Totale            | 22    | 16      | 6       | 5       | 5       | 28      | 26      | 18           | 5            | 7            | 6            | 20           | 30           | 34     | 11     | 12     | 11     | 48     | 56     | -8 |

### Andamento in campionato
| Giornata  | 1 | 2 | 3  | 4  | 5  | 6  | 7 | 8 | 9  | 10 | 11 | 12 | 13 | 14 | 15 | 16 | 17 | 18 | 19 | 20 | 21 | 22 |
| --------- | - | - | -- | -- | -- | -- | - | - | -- | -- | -- | -- | -- | -- | -- | -- | -- | -- | -- | -- | -- | -- |
| Luogo     | C | T | C  | T  | C  | T  | C | T | C  | C  | T  | T  | C  | T  | C  | T  | C  | T  | C  | T  | T  | C  |
| Risultato | N | P | P  | P  | V  | N  | V | P | N  | N  | V  | P  | P  | N  | P  | N  | V  | V  | V  | V  | V  | P  |
| Posizione | 4 | 8 | 10 | 12 | 11 | 11 | 7 | 9 | 10 | 9  | 9  | 9  | 10 | 11 | 11 | 11 | 10 | 7  | 7  | 7  | 6  | 8  |

Legenda:

Luogo: C = Casa; T = Trasferta. Risultato: V = Vittoria; N = Pareggio; P = Sconfitta.

### Statistiche dei giocatori
| Giocatore        | 2. Bundesliga | 2. Bundesliga | 2. Bundesliga | 2. Bundesliga | Coppa di Germania | Coppa di Germania | Coppa di Germania | Coppa di Germania | Totale   | Totale | Totale      | Totale     |
| Giocatore        | Presenze      | Reti          | Ammonizioni   | Espulsioni    | Presenze          | Reti              | Ammonizioni       | Espulsioni        | Presenze | Reti   | Ammonizioni | Espulsioni |
| ---------------- | ------------- | ------------- | ------------- | ------------- | ----------------- | ----------------- | ----------------- | ----------------- | -------- | ------ | ----------- | ---------- |
| R. Balzis        | 17            | 4             | 1             | 0             | 1                 | 0                 | 1                 | 0                 | 18       | 4      | 2           | 0          |
| M. Baschetti     | 0             | 0             | 0             | 0             | 0                 | 0                 | 0                 | 0                 | 0        | 0      | 0           | 0          |
| T. Becker        | 12            | 0             | 0             | 1             | 2                 | 0                 | 0                 | 0                 | 14       | 0      | 0           | 1          |
| U. Brunn         | 22            | 0             | 1             | 0             | 2                 | 0                 | 0                 | 0                 | 24       | 0      | 1           | 0          |
| I. Bulanov       | 11            | 0             | 0             | 0             | 1                 | 0                 | 0                 | 0                 | 12       | 0      | 0           | 0          |
| D. Gellrich      | 13            | 0             | 1             | 0             | 1                 | 0                 | 0                 | 0                 | 14       | 0      | 1           | 0          |
| A. Golombek      | 19            | 3             | 2             | 0             | 2                 | 1                 | 0                 | 0                 | 21       | 4      | 2           | 0          |
| S. Hadzic        | 0             | 0             | 0             | 0             | 0                 | 0                 | 0                 | 0                 | 0        | 0      | 0           | 0          |
| R. Heskamp       | 18            | 0             | 3             | 0             | 2                 | 0                 | 1                 | 0                 | 20       | 0      | 4           | 0          |
| U. Igler         | 1             | 0             | 0             | 0             | 0                 | 0                 | 0                 | 0                 | 1        | 0      | 0           | 0          |
| M. Jančič        | 6             | 0             | 1             | 1             | 0                 | 0                 | 0                 | 0                 | 6        | 0      | 1           | 1          |
| M. Kameric       | 0             | 0             | 0             | 0             | 0                 | 0                 | 0                 | 0                 | 0        | 0      | 0           | 0          |
| H. Karp          | 15            | 0             | 2             | 0             | 2                 | 0                 | 0                 | 0                 | 17       | 0      | 2           | 0          |
| F. Klaus         | 22            | 12            | 2             | 0             | 2                 | 2                 | 0                 | 0                 | 24       | 14     | 2           | 0          |
| H. Kühnel        | 1             | 0             | 0             | 0             | 2                 | 0                 | 0                 | 0                 | 3        | 0      | 0           | 0          |
| D. Lellek        | 22            | 0             | 10            | 0             | 2                 | 0                 | 0                 | 0                 | 24       | 0      | 10          | 0          |
| C. Marquardt     | 19            | 2             | 5             | 0             | 1                 | 0                 | 0                 | 0                 | 20       | 2      | 5           | 0          |
| R. Maul          | 7             | 0             | 0             | 0             | 0                 | 0                 | 0                 | 0                 | 7        | 0      | 0           | 0          |
| M. McKenna       | 0             | 0             | 0             | 0             | 0                 | 0                 | 0                 | 0                 | 0        | 0      | 0           | 0          |
| R. Müller-Gesser | 15            | 0             | 1             | 0             | 0                 | 0                 | 0                 | 0                 | 15       | 0      | 1           | 0          |
| C. Rekers        | 0             | 0             | 0             | 0             | 0                 | 0                 | 0                 | 0                 | 0        | 0      | 0           | 0          |
| W. Schütte       | 0             | 0             | 0             | 0             | 0                 | 0                 | 0                 | 0                 | 0        | 0      | 0           | 0          |
| O. Semlits       | 6             | 1             | 0             | 0             | 0                 | 0                 | 0                 | 0                 | 6        | 1      | 0           | 0          |
| R. Voigt         | 22            | 2             | 5             | 0             | 2                 | 0                 | 1                 | 0                 | 24       | 2      | 6           | 0          |
| C. Wollitz       | 22            | 8             | 3             | 0             | 2                 | 0                 | 0                 | 0                 | 24       | 8      | 3           | 0          |
| J. de Keyser     | 17            | 0             | 8             | 1             | 2                 | 0                 | 0                 | 0                 | 19       | 0      | 8           | 1          |
| B. Žeravica      | 4             | 0             | 1             | 0             | 0                 | 0                 | 0                 | 0                 | 4        | 0      | 1           | 0          |